# کوه کیس
کوه کیس (به انگلیسی: Mount Case) یک کوه در ایالات متحده آمریکا است که در پارک و منطقه حفاظت شده ملی خلیج گلیشر واقع شده‌است. کوه کیس ۱٬۶۹۰٫۱۴ متر بالاتر از سطح دریا واقع شده‌است.